# Mise à pied
 (mars 2019).
La mise à pied est une perte d'emploi (en) temporaire. En droit du travail, la définition de mise à pied peut varier en fonction du système juridique. 

## Droit français
En droit français, la mise à pied est une mesure disciplinaire prise à l'égard d'un salarié fautif. Elle suspend l'exécution du contrat de travail.
Le salarié suspendu n'accède plus à son lieu et moyens de travail, n'effectue plus les tâches prévues, et ne perçoit plus de salaire.
Le droit du travail distingue deux types de mise à pied, la mise à pied disciplinaire qui est une sanction d'exclusion temporaire ; et la mise à pied conservatoire, qui vise à éloigner le salarié de l'entreprise, le temps d'instruire les procédures de sanction à son égard.

## Droit québécois (Canada)
En droit québécois, la Commission des normes, de l'équité, de la santé et de la sécurité du travail définit la mise à pied comme étant « [la suspension temporaire] du contrat de travail entre l’employeur et le travailleur pour des raisons d’ordres économique, organisationnel ou technique. La personne peut être rappelée au travail. Le lien d’emploi est donc maintenu durant la mise à pied ».